# Padafhankelijkheid
Padafhankelijkheid (path dependence) is het proces waarbij gebeurtenissen of keuzes uit het verleden van invloed zijn op de loop van latere ontwikkelingen, vooral doordat bepaalde keuzemogelijkheden moeilijk of uitgesloten zijn.
Net als bij een echt pad zijn er vertakkingen, ofwel alternatieven waar een kleine storing of afwijking een zeer grote invloed kan hebben op het verdere verloop van het proces, dit als gevolg van het effect van terugkoppeling. Daarna volgt een stabielere fase, waarin omkeren niet of nauwelijks meer mogelijk is. Dankzij de positieve terugkoppelingsfactor wordt de eenmaal gekozen ontwikkeling verder gecontinueerd.
Het meest kenmerkend voor padafhankelijke processen is dat ze ondanks de centrale rol van terugkoppeling niet deterministisch, maar chaotisch bepaald zijn. De overgang naar de stabiele fase verloopt volledig afhankelijk van wat bij de vertakking voorvalt of wordt besloten. Padafhankelijke processen zijn daarmee niet zelfcorrigerend.

## Voorbeelden
Een vroeg voorbeeld van padafhankelijkheid kwam van David in 1985. Aan de hand van de QWERTY-indeling gaf hij een voorbeeld van een niet-ergodisch proces waarin one damn thing follows another. Aanvankelijk werd voor de QWERTY-indeling gekozen omdat hierbij veelgebruikte letters niet naast elkaar waren geplaatst, zodat de kans kleiner was dat de hamertjes bij snel typen elkaar zouden raken en vastlopen. De dominante positie van fabrikant Remington zorgde er daarna voor dat het lock-in-effect optrad en QWERTY zelfs met de opkomst van de elektrische schrijfmachine en daarna het computertoetsenbord het meest gebruikte systeem bleef, ook al konden hier geen hamertjes vastlopen en was er met het Dvorak-toetsenbord een hogere typesnelheid te bereiken.
Arthur breidde het begrip uit met het zelfversterkende effect en schaalvoordeel waarbij kleine verschillen grote gevolgen kunnen hebben. Hij illustreerde dit met het voorbeeld van de opkomst van VHS dat de formaatoorlog won van Betamax. Aanvankelijk ontliepen beide systemen elkaar nauwelijks in marktacceptatie, maar op het moment dat VHS daarin een lichte voorsprong verkreeg, trad de omslag snel op. Vooral videotheken waren niet gebaat bij meerdere videoformaten en gingen massaal over zodra de lichte voorsprong zichtbaar werd.

## Economie

#### Traditionele opvatting
In de economie wordt van oudsher gestreefd naar het bereiken van bepaalde punten van evenwicht, bijvoorbeeld door middel van alternatieve kosten. Een economisch evenwicht is over het algemeen een optimale verdeling van de beschikbare hulpbronnen onder de gegeven omstandigheden. In de neoklassieke theorie gebeurt dit dankzij de wet van vraag en aanbod; als van het pad naar het evenwichtspunt wordt afgeweken, zorgt de negatieve terugkoppelingsfactor er automatisch voor dat deze afwijking weer wordt hersteld. Dit levert een bruikbaar en efficiënt economisch model op, waarbij factoren zoals het opportunisme-effect en het netwerkeffect een belangrijke rol spelen.

#### Kentering
De hypothese van het effect van negatieve terugkoppeling werd in de jaren 1980 in twijfel getrokken. In plaats daarvan werd steeds meer waarde gehecht aan het tegenovergestelde, het effect van positieve terugkoppeling. Doordat het positieve effect van een bepaalde stap zichzelf versterkt, wordt iedere nieuwe stap in dezelfde richting beloond met nieuwe voordelen. Niet zelden komt het ook voor dat het belang van kwaliteit van het geleverde product ondergeschikt wordt gemaakt aan het effect van zelfversterking. 
De econoom Douglass North heeft voor een grote doorbraak van deze theorie gezorgd. Zijn uitgangspunt was dat economische groei zowel sterk landgebonden als padafhankelijk is, met name vanwege de institutionele infrastructuur van een bepaald land, die sterk bepalend voor de economische motivatie. Deze infrastructuur is op haar beurt padafhankelijk. North zag het zelfversterkende effect terug bij instituties. Het betreft hier formele instituties als wetten, maar ook informele als gewoonten. Naast schaalvoordelen zag North de imperfecte markt een bijdrage leveren aan padafhankelijkheid. Waar bij een perfecte markt de transactiekosten volgens de stelling van Coase nul zijn, is dit niet het geval in de imperfecte markt. Hoge transactiekosten zouden daarbij samenwerking kunnen verminderen, wat de economische groei niet ten goede komt. Door middel van instituties kan dit voorkomen worden, maar of dit succesvol is, is padafhankelijk. North ziet de Verordening van het Noordwesten als voorbeeld van een succesvolle landpolitiek, terwijl in Latijns-Amerika juist gekozen werd voor instituties die de economische groei later bleken te belemmeren.

## Politiek
In de politiek zijn er volgens Paul Pierson vier componenten te onderscheiden die elk afzonderlijk zelfversterkend werken, namelijk institutionele ontwikkeling, collectief handelen, machtsasymmetrie en materiecomplexiteit.

#### Institutionele ontwikkeling
Instituties creëren een bepaald soort kader waar op zijn beurt het politieke handelen en bijgevolg het politieke klimaat van afhangt. Met name in een democratie kan politieke stabiliteit daarom niet bereikt worden via één persoon. Wetten en instituties stellen in plaats daarvan een politicus in staat een politiek te scheppen die zijn ambtstermijn overschrijdt. 

#### Collectief handelen
Bij het collectieve handelen op politiek niveau bestaat er in de regel slechts een winnaar, namelijk de wet. Alle vormen van politiek gedrag worden geacht hierop te zijn afgestemd, wat een vorm is van padafhankelijkheid. Deze padafhankelijkheid zorgt op haar beurt voor wat veelal door het gewone volk als starheid van de gevestigde politieke partijen wordt ervaren. 

#### Machtsasymmetrie
Wetten en instituties kunnen ook door zittende politici in een bepaalde richting worden gemanipuleerd die voor henzelf het voordeligst is. Dit gebeurt met name in een dictatuur. Paradoxaal genoeg worden juist hierdoor de verschillen in machtsverhouding minder scherp, doordat de belangen van andere partijen ten opzichte van die van de dictatoriale regering niet meer op de voorgrond treden.

#### Materiecomplexiteit
De complexiteit van materie en maatschappij maakt het voor het individu moeilijk een duidelijk afgebakende visie te ontwikkelen. Het zelfversterkende effect bestaat in dit verband hierin dat politieke beslissingen over het algemeen worden genomen in overleg met gelijkgezinden. De individuele visie wordt hierdoor niet gecorrigeerd; in plaats daarvan worden in de eerder gekozen richting nieuwe stappen gezet. 

## Correcties
Padafhankelijke processen kunnen fouten bestendigen. Een bij het kruispunt genomen verkeerde beslissing kan zich in de loop van de stabiele fase als een onopvallende sluipfout manifesteren. Als vanzelf dient zich dan de vraag aan hoe van een verkeerd gekozen pad kan worden afgeweken. De manier van door schade en schande vertaalt zich als een lerend effect.
Een voorbeeld hiervan in de economie is het verbod op chloorfluorkoolstofverbindingen dat in 1987 in veel landen werd doorgevoerd door middel van het Montréal-protocol, nadat het schadelijke effect van deze verbinding op de ozonlaag bekend was geworden. Hiermee had de industrie een nieuw kruispunt bereikt in de ontwikkeling van koelmiddelen. Een ander voorbeeld is het grootschalige overschakelen op duurzame energie aan het begin van de 21e eeuw, dat is bedoeld om verdere opwarming van de Aarde te vertragen of tegen te gaan.
In de politiek en bij instituties is het lerende effect doorgaans geringer; hier zijn het vooral de processen in tegengestelde richting die een fout moeten corrigeren. Hier betreft het hoofdzakelijk parallelle ontwikkelingen die het padafhankelijke proces een strobreed in de weg leggen. Een voorbeeld in de politiek is groeiende ontevredenheid onder de bevolking die zich uiteindelijk in een bepaalde vorm uit, zoals een verkiezingsuitslag.

## Andere toepassingen
Padafhankelijke processen komen ook voor in het dagelijks leven. Zo heeft een loopbaan een sterk padafhankelijk karakter, de carrière hangt in hoge mate samen met voorafgaande scholing.